# Henry Jotham Newton
Henry Jotham Newton (* 23. Februar 1823 in Hartleton, Union County, Pennsylvania; † 23. Dezember 1895 in Manhattan, New York) war ein amerikanischer Erfinder, Fotograf, Spiritist und Theosoph.

## Leben und Wirken
Newton war von 1849 bis 1858 Klavierfabrikant, zusammen mit William Batchelder Bradbury, Edward G. Bradbury und Ferdinand C. Lighte, entwickelte er das in den USA bekannte Bradbury Piano, benannt nach William Batchelder Bradbury. Nach 1858 machte er sein Hobby, die Fotografie, zu seinem Beruf, hier gelangen ihm einige Erfindungen mit fotografischen Chemikalien. Daneben war er Präsident der First Society of Spiritualists in New York.
Er war Mitbegründer und Mitglied der Theosophischen Gesellschaft (TG). Am 7. September 1875 war Newton bei einem Vortrag von George Henry Felt in der Wohnung von Helena Petrovna Blavatsky in New York anwesend. Dabei hatte Felt behauptet, er könne mittels Evokation Kontakt zu den Elementarwesen von Erde, Wasser, Feuer und Luft herstellen. Dies war schließlich der Impulsgeber für die Gründung der TG gewesen und hatte auch zu deren damaliger Zielsetzung, der wissenschaftlichen Erforschung des Okkultismus, angestiftet. Am nächsten Tag, dem 8. September, war Newton Mitunterzeichner der Gründungsurkunde für die TG und bei einer Versammlung am 30. Oktober, wählte man ihn zum Schatzmeister bzw. Kassier der Gesellschaft. Als nun um die Jahreswende 1875/76 Felt trotz mehrmaliger Mahnung immer noch keine Demonstration seiner Evokation geliefert hatte und die Einlösung dieses Versprechen immer wieder hinauszögerte, wurde es schließlich offensichtlich, dass er seine Zusage nicht erfüllen konnte. Damit waren für Newton die Ziele der TG und damit die gesamte Organisation obsolet geworden und daraufhin trat er, nach nur wenigen Monaten Mitgliedschaft, wieder aus der TG aus.
Seit der Veröffentlichung von Blavatskys Werk Isis entschleiert, am 29. September 1877, stand Newton der TG ablehnend gegenüber, da er mit dem Inhalt des Buches nicht übereinstimmte. Später behauptete er, dass er es gewesen sei, der nach dem Vortrag von Felt erstmals den Gedanken hatte, eine Gesellschaft zur Untersuchung okkulten Phänomene zu gründen. Dies stand im Gegensatz zur „offiziellen“ Version, dass die Idee zur Gründung der TG von Henry Steel Olcott ausgegangen war.
Er war seit 8. Mai 1850 mit Mary A. Gates verheiratet. Sowohl durch seine Aktivitäten als Klavierbauer, als auch durch erfolgreiche Grundstücksspekulationen in New York, war er Millionär geworden. Er starb 1895, nachdem er am Broadway von einer Straßenbahn überfahren worden war.